# Trixoscelis costalis
Trixoscelis costalis är en tvåvingeart som först beskrevs av Daniel William Coquillett 1901.  Trixoscelis costalis ingår i släktet Trixoscelis och familjen myllflugor. Inga underarter finns listade i Catalogue of Life.